# Rhaphiomidas hoguei
Rhaphiomidas hoguei is een vliegensoort uit de familie Mydidae. De wetenschappelijke naam van de soort is voor het eerst geldig gepubliceerd in 1993 door Rogers.
De soort komt voor in de Verenigde Staten.